# 篠宮浩司
篠宮 浩司（しのみや こうじ）は、日本テレビ放送網事業局イベント事業部長兼チーフプロデューサー。元情報エンタテインメント局のプロデューサー。以前は、バラエティー番組を担当しており土屋敏男の下で番組を作っていた。2013年5月31日までは、営業局営業企画部。同年6月1日より2015年5月31日までは、人事局人事部。同年6月1日より2016年5月31日までは事業局コンテンツ事業部担当部次長。同年6月1日より2018年5月31日までは、事業局コンテンツ事業部長。同年6月1日より営業局営業企画部長。グローバルビジネス局イベント事業部長を経て、2023年6月1日より現職。

## エピソード
・電波少年のディレクターとして猿岩石ユーラシア大陸横断ヒッチハイクの旅に同行した際のハノイで、撮影をしていないときに3日間飲まず食わずの猿岩石の二人を前に缶コーラを飲みこれ以上飲まないからと言って残りを路上にこぼして捨てた。理解不能な行動に困惑する二人に「お前らね、助けてくれると思ってるだろ。助けねえよ。だから覚悟を決めろ」と諭し、この人たち（番組スタッフ）は本気なんだと二人に気が付かせ覚悟を決めさせた。
・日本に送った猿岩石が雨宿りしている映像を見た土屋敏男に「雨のときにやらせてこそのヒッチハイクだろ」と激怒された。

## 担当番組

### チーフプロデューサー
- 天才!!カンパニー

### 企画
- それいけ!アンパンマン

### 営業
- 世界の果てまでイッテQ!

### ディレクター
- ウッチャンナンチャンのウリナリ!!
- 進め!電波少年

### プロデューサー
- 地球は女で回ってる?
- 週刊!特ダ〜ネ家族!!
- カミングダウト
- プリティガレッジ
- たべごろマンマ!
- Party6（バリューナイトフィーバーで放送）
- Touch! eco 2008 明日のために…55の挑戦?スペシャル
- スッキリ!!